# Lova Lindroos
Anna Lova Lindroos, född 12 november 1948 i Stockholm, är en svensk konstnär.
Lindroos, som är dotter till arkitekt Bengt Lindroos och textilkonstnär Gunvor Ekholm, avlade studentexamen i Stockholm 1967, studerade vid Konstfackskolan 1968–1970 och vid Teckningslärarinstitutet 1970–1973. Hon var teckningslärare 1974–1977 samt konstnär, mönsterritare och medlem i Textilgruppen från 1978. Hon har utsmyckat Folkets Hus i Skarpnäck (1985), matsal för värnpliktiga vid Villingsbergs skjutfält (1986), Folkets Hus i Linköping (1987). Hon höll separatutställning hos Textilgruppen 1982.